# Code du Copiale

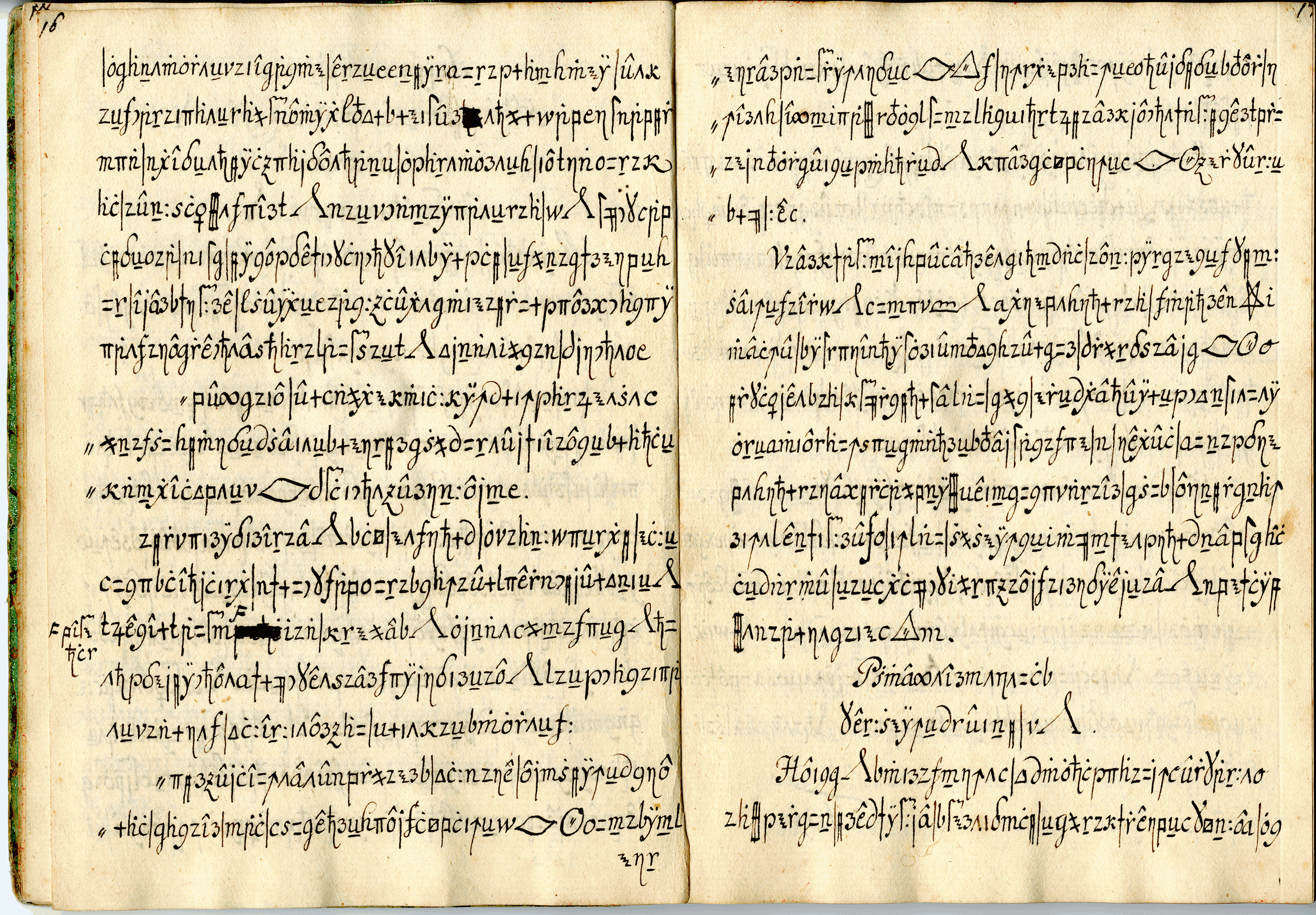
Pages 16 et 17 du manuscrit.

Le code du Copiale est un manuscrit chiffré formé de 75 000 caractères répartis sur 105 feuillets reliés en un volume. Il est généralement daté de 1760/1780, bien qu'il soit resté inconnu du grand public jusqu'en 2011 lorsqu'une équipe internationale a annoncé qu'elle l'avait décodé. Le manuscrit tire son nom d'une des deux seules inscriptions non codées : « Copiales 3 ».

## Histoire
Le texte a été retrouvé après la guerre froide dans des archives de Berlin-Est. En 2011, il est en possession d'un collectionneur privé.

## Technique de codage
Le manuscrit contient des symboles abstraits ainsi que des lettres grecques et la plupart des lettres de l'alphabet latin. En avril 2011, il est décodé à l'aide de techniques informatiques modernes par Kevin Knight de l'Université de Californie du Sud, avec l'aide de Beáta Megyesi et Christiane Schaefer de l'Université d'Uppsala en Suède. Ils déterminent alors qu'il s'agit d'un code de chiffrement par substitution complexe.

## Contenu décodé
Les seuls textes en clair dans le livre sont « Copiales 3 » à la fin et « Philipp 1866 » sur la page de garde. On pense que Philipp est le propriétaire du manuscrit. 
Les chercheurs ont notamment trouvé que les 16 premières pages du document décrivent une cérémonie initiatique d'une société secrète non identifiée,,. Pendant le rite d'initiation, il est demandé au candidat de lire un morceau de papier blanc puis, une fois qu'il confesse qu'il ne peut pas le faire, il lui est donné des lunettes et demandé de réessayer ; on lui redemande ensuite après lui avoir essuyé les yeux avec un chiffon, puis après une « opération » pendant laquelle un poil de sourcil lui est arraché,.